# داريو دافي
داريو دافي (23 مايو 1978 في كرواتيا – )؛ هو لاعب كرة قدم كان يلعب كمدافع.

## وصلات خارجية
- داريو دافي على موقع رابطة كرة القدم اليابانية للمحترفين (اليابانية)
- داريو دافي على موقع قاعدة بيانات كرة القدم.إي يو (الإنجليزية)
- داريو دافي على موقع Soccerway.com (الإنجليزية)
- داريو دافي على موقع عالم كرة القدم.نت (الإنجليزية)